# Chiesa della Madonna della Fede
La chiesa della Madonna della Fede è una chiesa parrocchiale di Milano, sita nel quartiere degli Olmi, all'estrema periferia occidentale della città.

## Storia
La parrocchia della Madonna della Fede venne istituita nel 1967 dall'arcivescovo cardinale Colombo, per servire le necessità spirituali del nuovo quartiere degli Olmi, sorto in quegli anni in prossimità della tangenziale ovest; il territorio della nuova parrocchia venne ricavato da parte della parrocchia di Sant’Apollinare di Baggio.
La costruzione della chiesa, progettata dall'ingegnere Attilio Mariani, iniziò nel 1971 e si concluse nel 1973.

## Caratteristiche
La chiesa è posta al centro del quartiere, ed è fiancheggiata da piazze pedonali e da aree verdi.
Il disegno dell'edificio è caratterizzato dal contrasto fra la copertura obliqua in calcestruzzo armato, sorretta da pilastri, e le pareti di riempimento, ricoperte di intonaco ruvido di colore chiaro.
L'interno è illuminato da una serie di finestre poste sul fianco destro, affacciato a nord; i pilastri che sostengono la copertura delimitano due navatelle laterali di servizio.